# Volleybal op de Olympische Zomerspelen 2024 (vrouwen)
Het zaalvolleybaltoernooi voor vrouwen tijdens de Olympische Zomerspelen 2024 in Parijs plaats in de Paris Expo Porte de Versailles waar tevens het mannentoernooi werd georganiseerd.
Het toernooi bestond uit een groepsfase en een eindronde. De twaalf deelnemende teams waren verdeeld in twee groepen van zes. Binnen elke groep werd een halve competitie gespeeld waarna de beste vier teams van elke groep doorgingen naar de kwartfinales. Vanaf daar werd via een knockoutsysteem gespeeld, met een troostfinale om de derde plaats te bepalen. 

## Gekwalificeerden
| Toernooi                                                       | Toernooi        | Datum                  | Locatie | Plaatsen | Gekwalificeerd                |
| -------------------------------------------------------------- | --------------- | ---------------------- | ------- | -------- | ----------------------------- |
| Gastland                                                       | Gastland        | –                      | –       | 1        | Frankrijk                     |
| 2023 FIVB Volleyball Women's Olympic Qualification Tournaments | Poel A          | 16 - 24 september 2023 | Ningbo  | 2        | Dominicaanse Republiek Servië |
| 2023 FIVB Volleyball Women's Olympic Qualification Tournaments | Poel B          | 16 - 24 september 2023 | Tokio   | 2        | Turkije Brazilië              |
| 2023 FIVB Volleyball Women's Olympic Qualification Tournaments | Poel C          | 16 - 24 september 2023 | Łódź    | 2        | Verenigde Staten Polen        |
| Wereldranglijst                                                | Wereldranglijst | 17 juni 2024           | -       | 5        | Italië                        |
| Wereldranglijst                                                | Wereldranglijst | 17 juni 2024           | -       | 5        | China                         |
| Wereldranglijst                                                | Wereldranglijst | 17 juni 2024           | -       | 5        | Japan                         |
| Wereldranglijst                                                | Wereldranglijst | 17 juni 2024           | -       | 5        | Nederland                     |
| Wereldranglijst                                                | Wereldranglijst | 17 juni 2024           | -       | 5        | Kenia                         |
| Totaal                                                         | Totaal          | Totaal                 | Totaal  | 12       |                               |

## Loting
De twaalf gekwalificeerde teams werden ingedeeld op basis van hun positie op de FIVB-wereldranglijst van 17 juni 2024. Als gastland werd Frankrijk als eerste ingedeeld en op de eerste plaats van Poule A geplaatst. De twee hoogst geplaatste teams die als tweede en derde waren geplaatst, werden respectievelijk bovenaan in Poule B en C geplaatst. De overige negen teams werden verdeeld over drie groepen van elk drie teams op basis van hun positie op de wereldranglijst en werden geloot op basis van hun plaatsingslijn met behulp van het serpentinesysteem .  De loting vond plaats op 19 juni 2024.  De ranglijsten worden tussen haakjes weergegeven, behalve de gastheren die op de 19e plaats eindigden.
| Pot 1                     | Pot 2                          | Pot 3                 | Pot 4                               |
| ------------------------- | ------------------------------ | --------------------- | ----------------------------------- |
| Frankrijk Brazilië Italië | Turkije Polen Verenigde Staten | China Japan Nederland | Servië Dominicaanse Republiek Kenia |

### Groepsindeling
| Groep A                                                        | Groep B                                     | Groep C                                                          |
| -------------------------------------------------------------- | ------------------------------------------- | ---------------------------------------------------------------- |
| Frankrijk (gastland) Verenigde Staten (5) China (6) Servië (9) | Brazilië (1) Polen (4) Japan (7) Kenia (20) | Italië (2) Turkije (3) Nederland (8) Dominicaanse Republiek (11) |

## Groepsfase
| Legenda kleuren in de tabellen |
| ------------------------------ |
| Door naar de kwartfinales      |
| Uitgeschakeld                  |

### Groep A
Stand
| # | Ploeg            | Punten | Wedstrijden | Wedstrijden | Wedstrijden | Spelpunten | Spelpunten | Spelpunten | Sets | Sets | Sets  |
| # | Ploeg            | Punten | G           | W           | V           | W          | V          | Ratio      | W    | V    | Ratio |
| - | ---------------- | ------ | ----------- | ----------- | ----------- | ---------- | ---------- | ---------- | ---- | ---- | ----- |
| 1 | China            | 8      | 3           | 3           | 0           | 277        | 249        | 1,112      | 9    | 3    | 3,000 |
| 2 | Verenigde Staten | 6      | 3           | 2           | 1           | 286        | 278        | 1,029      | 8    | 5    | 1,600 |
| 3 | Servië           | 4      | 3           | 1           | 2           | 271        | 257        | 1,054      | 6    | 6    | 1,000 |
| 4 | Frankrijk        | 0      | 3           | 0           | 3           | 183        | 233        | 0,785      | 0    | 9    | 0,000 |

Wedstrijden
Alle tijden zijn lokale tijd (UTC +2:00).
| Datum       | Tijd      |                  | Score            |         | Set 1   | Set 2   | Set 3   | Set 4   | Set 5   |
| ----------- | --------- | ---------------- | ---------------- | ------- | ------- | ------- | ------- | ------- | ------- |
| 29-.07-2024 | 17:00     | Verenigde Staten | 2-3              | China   | 20 - 25 | 19 - 25 | 25 - 17 | 25 - 20 | 13 - 15 |
| 29-.07-2024 | 21:00     | Frankrijk        | 0-3              | Servië  | 17 - 25 | 17 - 25 | 22 - 25 |         |         |
| 31-07-2024  | 17:00     | China            | 3-2              | Servië  | 25 - 17 | 25 - 20 | 20 - 25 | 14 - 25 | 17 - 15 |
| 21:00       | Frankrijk | 0-3              | China            | 18 - 25 | 16 - 25 | 19 - 25 | 19 - 25 |         |         |
| 13:00       | Frankrijk | 0-3              | Verenigde Staten | 27 - 29 | 27 - 29 | 20 - 25 | 20 - 25 |         |         |
|             | 17:00     | China            | 3-1              | Servië  | 21 - 25 | 25 - 20 | 25 - 22 | 29 - 27 |         |

### Groep B
Stand
| # | Ploeg    | Punten | Wedstrijden | Wedstrijden | Wedstrijden | Spelpunten | Spelpunten | Spelpunten | Sets | Sets | Sets  |
| # | Ploeg    | Punten | G           | W           | V           | W          | V          | Ratio      | W    | V    | Ratio |
| - | -------- | ------ | ----------- | ----------- | ----------- | ---------- | ---------- | ---------- | ---- | ---- | ----- |
| 1 | Brazilië | 9      | 3           | 3           | 0           | 238        | 165        | 1,442      | 9    | 0    | MAX   |
| 2 | Polen    | 6      | 3           | 2           | 1           | 244        | 230        | 1,061      | 6    | 4    | 1,061 |
| 3 | Japan    | 3      | 3           | 1           | 2           | 226        | 224        | 1,009      | 4    | 6    | 1,009 |
| 4 | Kenia    | 0      | 3           | 0           | 3           | 136        | 225        | 0,604      | 0    | 9    | 0,604 |

Wedstrijden
Alle tijden zijn lokale tijd (UTC +2:00).
| Datum      | Tijd     |       | Score |         | Set 1   | Set 2   | Set 3   | Set 4   | Set 5 |
| ---------- | -------- | ----- | ----- | ------- | ------- | ------- | ------- | ------- | ----- |
| 28-07-2024 | 13:00    | Polen | 3 - 1 | Japan   | 20 - 25 | 25 - 22 | 25 - 23 | 28 - 26 |       |
| 13:00      | Brazilië | 3 - 0 | Kenia | 25 - 14 | 25 - 13 | 25 - 12 |         |         |       |
| 21:00      | Polen    | 3 - 0 | Kenia | 25 - 14 | 25 - 17 | 25 - 15 |         |         |       |
| 13:00      | Brazilië | 3 - 0 | Japan | 25 - 20 | 25 - 17 | 25 - 18 |         |         |       |
| 13:00      | Japan    | 3 - 0 | Kenia | 25 - 17 | 25 - 22 | 25 -12  |         |         |       |
| 21:00      | Brazilië | 3 - 0 | Polen | 25 - 21 | 38 - 36 | 25 -14  |         |         |       |

### Groep C
Stand
| # | Ploeg                  | Punten | Wedstrijden | Wedstrijden | Wedstrijden | Spelpunten | Spelpunten | Spelpunten | Sets | Sets | Sets  |
| # | Ploeg                  | Punten | G           | W           | V           | W          | V          | Ratio      | W    | V    | Ratio |
| - | ---------------------- | ------ | ----------- | ----------- | ----------- | ---------- | ---------- | ---------- | ---- | ---- | ----- |
| 1 | Italië                 | 9      | 3           | 3           | 0           | 253        | 199        | 1.271      | 9    | 1    | 9,000 |
| 2 | Turkije                | 5      | 3           | 2           | 1           | 250        | 262        | 0,954      | 6    | 6    | 1,000 |
| 3 | Dominicaanse Republiek | 3      | 3           | 1           | 2           | 264        | 284        | 0,930      | 5    | 7    | 0,714 |
| 4 | Nederland              | 1      | 3           | 0           | 3           | 260        | 282        | 0,922      | 3    | 9    | 0,333 |

Wedstrijden
Alle tijden zijn lokale tijd (UTC +2:00).
| Datum      | Tijd  |           | Score |                        | Set 1   | Set 2   | Set 3   | Set 4   | Set 5   |
| ---------- | ----- | --------- | ----- | ---------------------- | ------- | ------- | ------- | ------- | ------- |
| 28-07-2024 | 09:00 | Italië    | 3-1   | Dominicaanse Republiek | 25 - 19 | 24 - 26 | 25 - 21 | 25 - 18 |         |
| 29-07-2024 | 09:00 | Turkije   | 3-2   | Nederland              | 19 - 25 | 19 - 25 | 25 - 22 | 25 - 22 | 15 - 13 |
| 01-08-2024 | 09:00 | Turkije   | 3-1   | Dominicaanse Republiek | 21 - 25 | 25 - 18 | 25 - 22 | 25 - 15 |         |
| 01-08-2024 | 17:00 | Italië    | 3-0   | Nederland              | 29 - 27 | 25 - 18 | 25 - 19 |         |         |
| 03-08-2024 | 09:00 | Nederland | 1-3   | Dominicaanse Republiek | 25 - 22 | 21 - 25 | 17 - 25 | 26 - 28 |         |
| 04-08-2024 | 09:00 | Italië    | 3-0   | Turkije                | 25 - 14 | 25 - 16 | 25 - 21 |         |         |

## Knock-out
|  | Kwartfinale | Kwartfinale            | Kwartfinale      | Kwartfinale | Kwartfinale | Kwartfinale | Kwartfinale |          |    | Halve finale | Halve finale     | Halve finale     | Halve finale     | Halve finale     | Halve finale     | Halve finale     |                  |  | Finale | Finale           | Finale | Finale | Finale | Finale | Finale |
|  |             |                        |                  |             |             |             |             |          |    |              |                  |                  |                  |                  |                  |                  |                  |  |        |                  |        |        |        |        |        |
|  | B1          | Brazilië               | 25               | 25          | 25          |             |             |          |    |              |                  |                  |                  |                  |                  |                  |                  |  |        |                  |        |        |        |        |        |
|  | C3          | Dominicaanse Republiek | 22               | 13          | 17          |             |             |          |    |              |                  |                  |                  |                  |                  |                  |                  |  |        |                  |        |        |        |        |        |
|  | C3          | Dominicaanse Republiek | 22               | 13          | 17          |             |             | Brazilië | 23 | 25           | 15               | 25               | 11               |                  |                  |                  |                  |  |        |                  |        |        |        |        |        |
|  |             |                        |                  |             |             |             |             | Brazilië | 23 | 25           | 15               | 25               | 11               |                  |                  |                  |                  |  |        |                  |        |        |        |        |        |
|  |             |                        | Verenigde Staten | 25          | 18          | 25          | 23          | 15       |    |              |                  |                  |                  |                  |                  |                  |                  |  |        |                  |        |        |        |        |        |
|  | A2          | Verenigde Staten       | Verenigde Staten | 25          | 18          | 25          | 23          | 15       | 25 | 25           | 25               |                  |                  |                  |                  |                  |                  |  |        |                  |        |        |        |        |        |
|  | A2          | Verenigde Staten       |                  |             |             |             |             |          | 25 | 25           | 25               |                  |                  |                  |                  |                  |                  |  |        |                  |        |        |        |        |        |
|  | B2          | Polen                  | 22               | 14          | 20          |             |             |          |    |              |                  |                  |                  |                  |                  |                  |                  |  |        |                  |        |        |        |        |        |
|  |             |                        |                  |             |             |             |             |          |    |              |                  |                  |                  |                  |                  |                  |                  |  |        | Verenigde Staten | 18     | 20     | 17     |        |        |
|  |             |                        |                  | Italië      | 25          | 25          | 25          |          |    |              |                  |                  |                  |                  |                  |                  |                  |  |        |                  |        |        |        |        |        |
|  | A1          | China                  | 25               | 21          | 24          | 25          | 12          |          |    |              |                  |                  |                  |                  |                  |                  |                  |  |        |                  |        |        |        |        |        |
|  | C2          | Turkije                | 23               | 25          | 24          | 25          | 15          |          |    |              |                  |                  |                  |                  |                  |                  |                  |  |        |                  |        |        |        |        |        |
|  | C2          | Turkije                | 23               | 25          | 24          | 25          | 15          |          |    | Italië       | 25               | 25               | 25               |                  |                  |                  |                  |  |        |                  |        |        |        |        |        |
|  |             |                        |                  |             |             |             |             |          |    | Italië       | 25               | 25               | 25               |                  |                  |                  |                  |  |        |                  |        |        |        |        |        |
|  |             |                        | Servië           | 24          | 20          | 20          |             |          |    |              | Bronzen medaille | Bronzen medaille | Bronzen medaille | Bronzen medaille | Bronzen medaille | Bronzen medaille | Bronzen medaille |  |        |                  |        |        |        |        |        |
|  | C1          | Italië                 | Servië           | 24          | 20          | 20          | 26          | 25       | 25 |              | Bronzen medaille | Bronzen medaille | Bronzen medaille | Bronzen medaille | Bronzen medaille | Bronzen medaille | Bronzen medaille |  |        |                  |        |        |        |        |        |
|  | C1          | Italië                 |                  |             |             |             | 26          | 25       | 25 |              |                  |                  |                  |                  |                  |                  |                  |  |        |                  |        |        |        |        |        |
|  | A3          | Servië                 | 24               | 20          | 20          |             |             |          |    |              |                  |                  |                  |                  |                  |                  |                  |  |        | Brazilië         | 25     | 27     | 22     | 25     |        |
|  |             |                        |                  |             |             |             |             |          |    |              |                  |                  |                  |                  |                  |                  |                  |  |        | Turkije          | 21     | 25     | 25     | 15     |        |